# Canadian Player Awards
Die Canadian Player Awards sind eine Auszeichnung für kanadische Fußballspieler. Die Juroren werden von kanadischen Medien und kanadischen Trainern gestellt.

## Canadian U-20 Players of the Year / Joueurs canadiens U-20 de l'année
Quelle
- 2017: Kris Twardek & Jessie Fleming
- 2016: Ballou Tabla & Jessie Fleming
- 2015: Michael Petrasso und Jessie Fleming
- 2014: Michael Petrasso und Kadeisha Buchanan
- 2013: Dylan Carreiro und Kadeisha Buchanan
- 2012: Doneil Henry und Sabrina D’Angelo
- 2011: Ashtone Morgan und Amelia Pietrangelo
- 2010: Ethan Gage und Jonelle Filigno
- 2009: Nana Attakora und Chelsea Stewart
- 2008: Nana Attakora und Jonelle Filigno
- 2007: Asmir Begović und Sophie Schmidt
- 2006: David Edgar und Jodi-Ann Robinson
- 2005: Ryan Gyaki und Kara Lang

## Canadian U-17 Players of the Year / Joueurs canadiens U-17 de l'année
Quelle
- 2017: Alphonso Davies & Jordyn Huitema
- 2016: Alphonso Davies & Deanne Rose
- 2015: Kadin Chung und Kennedy Faulknor
- 2014: Ballou Tabla und Jessie Fleming
- 2013: Marco Carducci und Sura Yekka
- 2012: Marco Carducci und Ashley Lawrence
- 2011: Bryce Alderson und Ashley Lawrence
- 2010: Bryce Alderson und Diamond Simpson
- 2009: Russell Teibert und Abigail Raymer
- 2008: Russell Teibert und Monica Lam-Feist
- 2007: Olivier Lacoste-Lebuis und Monica Lam-Feist

## CanadaSoccer.com Fans' Choices / Choix des Fans CanadaSoccer.com
- 2011 Kaylyn Kyle und Dwayne De Rosario
- 2010 Josée Bélanger und Patrice Bernier
- 2009 Christine Sinclair und Dwayne De Rosario
- 2008 Melissa Tancredi und Julian de Guzmán
- 2007 Rhian Wilkinson und Julian de Guzmán
- 2006 Atiba Hutchinson